# Hyposcada aesion
Hyposcada aesion är en fjärilsart som beskrevs av Frederick DuCane Godman och Osbert Salvin 1878. Hyposcada aesion ingår i släktet Hyposcada och familjen praktfjärilar. Inga underarter finns listade i Catalogue of Life.